# Farleigh Damson
Farleigh Damson es una variedad cultivar de ciruelo (Prunus domestica subsp. insititia), de las denominadas ciruelas europeas.
Una ciruela de plántula silvestre encontrada de forma casual por Mr James Crittenden de Farleigh, Condado de Kent, Inglaterra (Reino Unido), introducida en los circuitos comerciales en 1820.
Las frutas tienen un tamaño muy pequeño, piel gruesa, ácida, siendo el color de la piel púrpura a violeta azulado, y pulpa de color verde oscuro, textura de pulpa firme, muy jugosa, tiene el sabor astringente que es el sello distintivo de la ciruela "damascena-damson".

## Sinonimia
- "Damson, Farleigh (EM)",
- "Crittenden's damson".

## Historia
'Farleigh Damson' es una variedad de ciruela damascena clásica inglesa, que todavía se cultiva ampliamente en los jardines de Kent, donde se originó a principios del siglo XIX. Una plántula silvestre encontrada de forma casual por Mr James Crittenden de Farleigh, Condado de Kent, Inglaterra (Reino Unido). Introducida en los circuitos comerciales en 1820.
Se considera que es una cepa de la Prunus domestica subsp. insititia, en Inglaterra se las nombran como "Bullace" que generalmente se usa para referirse a ciruelas con forma esférica, a diferencia de las ciruelas "Damascenas"-"Damson" que se refieren a las que tienen forma ovalada.
'Farleigh Damson' está cultivada en diversos bancos de germoplasma de cultivos vivos, tales como en National Fruit Collection (Colección Nacional de Fruta) de Reino Unido con el número de accesión: 1954-098 y Nombre Accesión : Damson, Farleigh (EM). El espécimen fue recibido en el «National Fruit Trials» (Probatorio Nacional de Frutas), para evaluar sus características en 1954.

## Características
'Farleigh Damson' árbol de porte extenso, como la mayoría de las ciruelas damascenas, también es un árbol resistente; de hecho, Farleigh es uno de los árboles frutales más resistentes y puede ser productivo incluso en climas fríos o húmedos que no serían adecuados para la mayoría de las otras frutas de huerto. El fruto es un poco más pequeño que el de otras ciruelas damascenas (especialmente la 'Damson Merryweather'), pero la cosecha es abundante y constante. Farleigh también tiene el típico sabor intenso de la ciruela damascena y es una fruta culinaria versátil. Floración abundante. También se usa en setos como cortavientos, autofértil. Flor blanca, que tiene un tiempo de floración que comienza a partir del 18 de abril con el 10% de floración, para el 22 de abril tiene una floración completa (80%), y para el 5 de mayo tiene un 90% de caída de pétalos.
'Farleigh Damson' tiene una talla de tamaño muy pequeño, de forma oval oblonga, cavidad poco profunda, estrecha, abrupta, sutura pronunciada, una línea distinta; ápice redondeado, con peso promedio de 9.00 g; epidermis tiene una piel gruesa, ácida, siendo el color de la piel púrpura a violeta azulado casi negro, cubierto de pruina de mediano espesor, punteado pequeño, pocos; pedúnculo glabro, con una longitud promedio de 6.54 mm, grueso, pubescente, bien adherido al fruto con la cavidad del pedúnculo estrecha y apenas pronunciada; pulpa de color verde oscuro, textura de pulpa firme, muy jugosa, tiene el sabor astringente que es el sello distintivo de la ciruela "damascena-damson".
Hueso adherido, irregular y ampliamente ovada, aplanada, áspera, ligeramente comprimida y con cuello en la base, roma o aguda en el ápice, sutura ventral estrecha, alada, sutura dorsal aguda o levemente surcada.
Su tiempo de recogida de cosecha es tardía, se inicia en su maduración de mediados a finales de septiembre.

## Usos
Esta ciruela es bien conocida en diversas regiones de Inglaterra, donde se usa como cortavientos para delimitar parcelas. Hace unos muy buenos guisos, licores, mermeladas, empanadas, y para congelación.